# (4978) Seitz
(4978) Seitz (4069 T-2) – planetoida z pasa głównego asteroid okrążająca Słońce w ciągu 4,27 lat w średniej odległości 2,63 j.a. Odkryta 29 września 1973 roku.